# Elbe-Parey
Elbe-Parey är en kommun i Landkreis Jerichower Land i förbundslandet Sachsen-Anhalt i Tyskland.
Kommunen bildades den 1 september 2001 genom en sammanslagning av de tidigare kommunerna Bergzow, Derben, Ferchland, Güsen, Hohenseeden, Parey och Zerben.